# Березівка (Звягельський район)
Березі́вка (раніше — Березівка-Рудня, Рорбах, нім. Rohrbach) — село в Україні, в Барашівській сільській територіальній громаді Звягельського району Житомирської області. До 1939 року — колонія, заснована німецькими переселенцями. Кількість населення становить 299 осіб (2001). У 1971—2016 роках — адміністративний центр однойменної сільської ради.

## Населення
У 1859 році — 95 жителів.
В кінці 19 століття нараховувалося 35 дворів та 249 мешканців, станом на 1906 рік — 39 дворів та 282 мешканці.
Кількість населення, станом на 1923 рік, становила 360 осіб, кількість дворів — 39.
У 1972 році кількість мешканців становила 453 особи, дворів — 96.
Відповідно до результатів перепису населення СРСР, кількість населення, станом на 12 січня 1989 року, становила 433 особи. Станом на 5 грудня 2001 року, відповідно до перепису населення України, кількість мешканців села становила 299 осіб.

## Історія

Березівка на мапі Шуберта Ф. Ф., 1875, р.

На карті під редакцією Шуберта Ф. Ф., від 1868—1875 років, на південь від Барашів, в урочищі Медвежі Ліски, над річкою Уж, знаходиться населений пункт Рудня Березівка, південніше якого на відстані приблизно однієї версти знаходиться колонія Березівка.
Лютеранське поселення на власних землях, за 70 км південно-західніше м. Житомир; належало до лютеранських парафій у Житомирі та Геймталі. В кінці 19 століття входило до складу Барашівської волості Житомирського повіту Волинської губернії.
В 1906 році — колонія в складі Барашівської волості (1-го стану) Житомирського повіту Волинської губернії. Відстань до повітового та губернського центру, м. Житомир, становила 70 верст, до волосної управи, в с. Бараші — 3 версти. Найближче поштово-телеграфне відділення розташовувалось в Горошках.
У 1923 році увійшла до складу новоствореної Крем'янської сільської ради, котра, від 7 березня 1923 року, стала частиною новоутвореного Барашівського району Коростенської округи. Відстань до районного центру, с. Бараші, становила 3 версти, до центру сільської ради, с. Крем'янка — 2,5 версти. 20 червня 1930 року, складі сільської ради, увійшла до новоутвореного Пулинського німецького національного району; після його ліквідації, 17 жовтня 1935 року, повернута до складу Барашівського району Київської області.
В період загострення сталінських репресій проти українського народу, в 30-і роки минулого століття, органами НКВС безпідставно було заарештовано і позбавлено волі на різні терміни 5 мешканців колонії, з яких 1 чол. було розстріляно.
102 жителі села були учасниками другої світової війни, з яких 62 загинули на фронтах війни, 46 нагороджені орденами і медалями. На честь воїнів-визволителів села від фашистської окупації в центрі села встановлено обеліск Слави.
На початку 1970-х років у селі була восьмирічна школа, де навчалося 140 учнів, працювало 8 вчителів, клуб на 100 місць, бібліотека, медпункт, відділення зв'язку, сільмаг.
11 серпня 1954 року, внаслідок ліквідації Крем'янської сільської ради, село передане до складу Киянської сільської ради Барашівського району Житомирської області. 30 грудня 1962 року, в складі сільської ради, внаслідок ліквідації Барашівського району, село увійшло до складу Ємільчинського району Житомирської області. 20 травня 1963 року, село увійшло до складу відновленої Вербівської сільської ради Ємільчинського району, від 11 січня 1971 року — адміністративний центр ради, відповідно до рішення Житомирського облвиконкому № 161 «Про перенесення центрів Вербівської і Чмелівської сільських рад Ємільчинського району», котра стала іменуватися Березівською.
28 липня 2016 року, відповідно до рішення Житомирської обласної ради, село увійшло до складу новоствореної Барашівської сільської територіальної громади Ємільчинського району Житомирської області. Від 19 липня 2020 року, разом з громадою, в складі новоствореного Новоград-Волинського району Житомирської області.